# Filip Barović
Filip Barović (en serbe : Филип Баровић), né le 29 juillet 1990, à Nikšić, au Monténégro, est un joueur monténégrin de basket-ball. Il évolue au poste de pivot.

## Palmarès
- Champion de Bulgarie 2016